# Gonçalo Nunes I de Lara
Gonçalo Nunes de Lara (em castelhano: Gonzalo Núñez de Lara (fl.1059–1106), foi o primeiro membro da Casa de Lara sobre o qual "coincidem historiadores antigos e modernos, pois com ele inicia-se a história documentalmente comprovada da linhagem".  A Casa de Lara foi uma das mais importantes nos reinos de Castela e Leão e vários de seus membros desempenharam um papel proeminente na história da Espanha medieval. Possivelmente relacionado com os Salvadores, os filhos de Salvador Gonçalves e, pelo casamento, com os Afonsos de Tierra de Campos e Liébana e com os Álvares castelhanos, Gonçalo era provavelmente um descendente dos condes de Castela.

## Origens incertas
A filiação proposta pelo Luis de Salazar y Castro, um genealogista espanhol dos século XVII ao século XVIII, em seu trabalho sobre a Casa de Lara, foi aceita durante séculos, embora vários historiadores modernos questionam sua exactidão. De acordo com Salazar y Castro, Gonçalo, o terceiro membro desta linhagem com esse nome, era um descendente dos condes de Castela como o filho de um Nuno ou Munio Gonçalves que teria sido o filho de Gonçalo Fernandes, o primogénito do conde Fernão Gonçalves. O autor, no entanto, confunde vários homônimos, assumindo que eles são a mesma pessoa, e não fornece qualquer prova documental sustentando a filiação. Além disso, de acordo com documentos medievais, Gonçalo Fernandes, filho de Fernão Gonçalves, aparece pela última vez em 29 de junho 959 e em fevereiro 984 sua viúva, Fronilde Gomes, fez uma doação para a alma de seu falecido marido ao Mosteiro de São  Pedro de Cardeña e apenas menciona um filho chamado Sancho.
Ramón Menéndez Pidal em La España del Cid (1929) acreditava que Gonçalo Nunes de Lara era o filho de um Munio ou Nuno Salvadores que teria sido o irmão de Gonçalo Salvadores.  A historiadora María del Carmen Carlé em seu trabalho "Gran Propiedad y Grandes propietarios"(1973) sugeriu uma relação com o Salvadores. Segundo a sua hipótese, a relação seria através de Goto Gonçalves, filha de Gonçalo Salvadores e esposa de Nuno Alvares, que teriam sido os pais de Gonçalo Nunes de Lara. No entanto, de acordo com várias cartas, Goto Gonçalves Salvadores foi casada com o o conde das Astúrias Fernando Díaz, irmão de Jimena Díaz a esposa de Rodrigo Díaz de Vivar.  Nuno Alvares, que morreu em 1065, foi provavelmente o tenente em Amaya e suas propriedades estavam na terra entre os rios Arlanzón eDouro, o que explicaria o "poder dos Lara na região". 

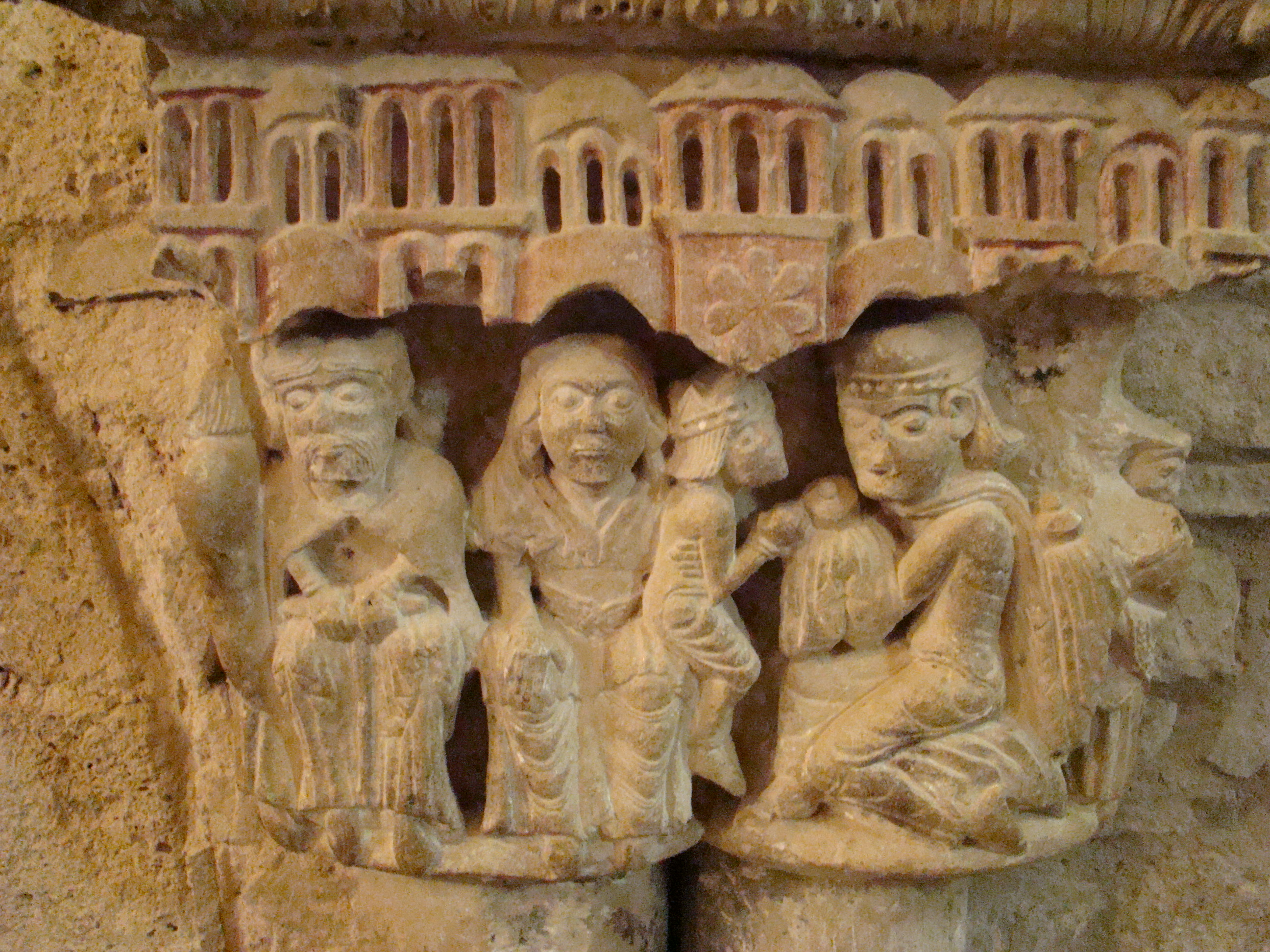
Capitel românico da Igreja de Santa Maria em Piasca, antigo mosteiro cujos padrões foram os Afonso e depois Gonçalo Afonso Nunes e sua esposa Goto.

A historiadora Julia Montenegro em seu estudo sobre o Mosteiro de Santa Maria la Real de Piasca documentou uma relação com a linhagem dos Afonsos, a origem dos Osorios, Villalobos e Froilaz. De acordo com sua hipótese, Guterre Afonso e sua esposa Goto eram os pais de Maria Guterres, que se casou com o magnata castelhano Nuno Alvares, e este matrimónio teria sido os pais de Gonçalo Nunes.
A medievalista e professora Margarita Torres Sevilla-Quiñones de León concorda que houve, de facto, uma relação com os Afonsos, no entanto, ela prova que Maria Guterres e Nuno Álvares não eram os pais de Gonçalo, mas sim os de sua esposa Goto Nunes, como evidenciado em uma doação feita em 1087 por Gonçalo, sua esposa Goto, e sua cunhada Urraca ao Mosteiro de San Martín de Marmellar. Um ano depois, a mesma Urraca fez uma doação ao mesmo mosteiro de algumas propriedades que haviam pertencido a seu tio Munio Álvares e de sua mãe, Maria, filha do conde Guterre Afonso. Urraca aparece novamente em 1097 em uma doação de outras propriedades ao Mosteiro Real de San Benito de Sahagún, o que foi confirmado por Gonçalo Nunes, e, em 1088, juntamente com sua mãe Maria Guterres, ela fez outra doação ao Mosteiro de San Millán de Suso de uma propriedade em Villa Fitero.
Outra hipótese sobre a filiação de Gonçalo Nunes de Lara é proposta por Margarita Torres, que sugere que Gonçalo seria o filho de um Munio Gonçalves, filho de Gonçalo Garcia de Castela, que, por sua vez, era o filho do Garcia Fernandes conde de Castela. Munio Gonçalves, provavelmente conde em Álava no ano 1030, era o irmão de Salvador Gonçalves, e isso poderia explicar a relação entre os Lara e os Salvadores. Ambos eram vassalos do rei Sancho Garcês III e Munio aparece muitas vezes na documentação com seus sobrinhos Gonçalo e Álvaro Salvadores.
O historiador Gonçalo Martínez Díez discorda e sustenta que é impossível confirmar tal filiação com a documentação medieval disponível. Antonio Sánchez de Mora, no entanto, acredita que, embora a filiação de Gonçalo Nunes de Lara ainda é indefinida, a hipótese proposta por Margarita Torres é aquele que provavelmente é o mais próxima da verdade. A única filiação que parece ter sido provada é a filiação da esposa de Gonçalo Nunes de Lara, Goto Nunes, como membro da linhagens Afonso e Álvares e que, apesar de "haver laços estreitos entre os Lara e os Salvadores (...), a prova documental ainda está faltando a fim de ser capaz de elucidar a filiação precisa". 

## Esboço biográfico

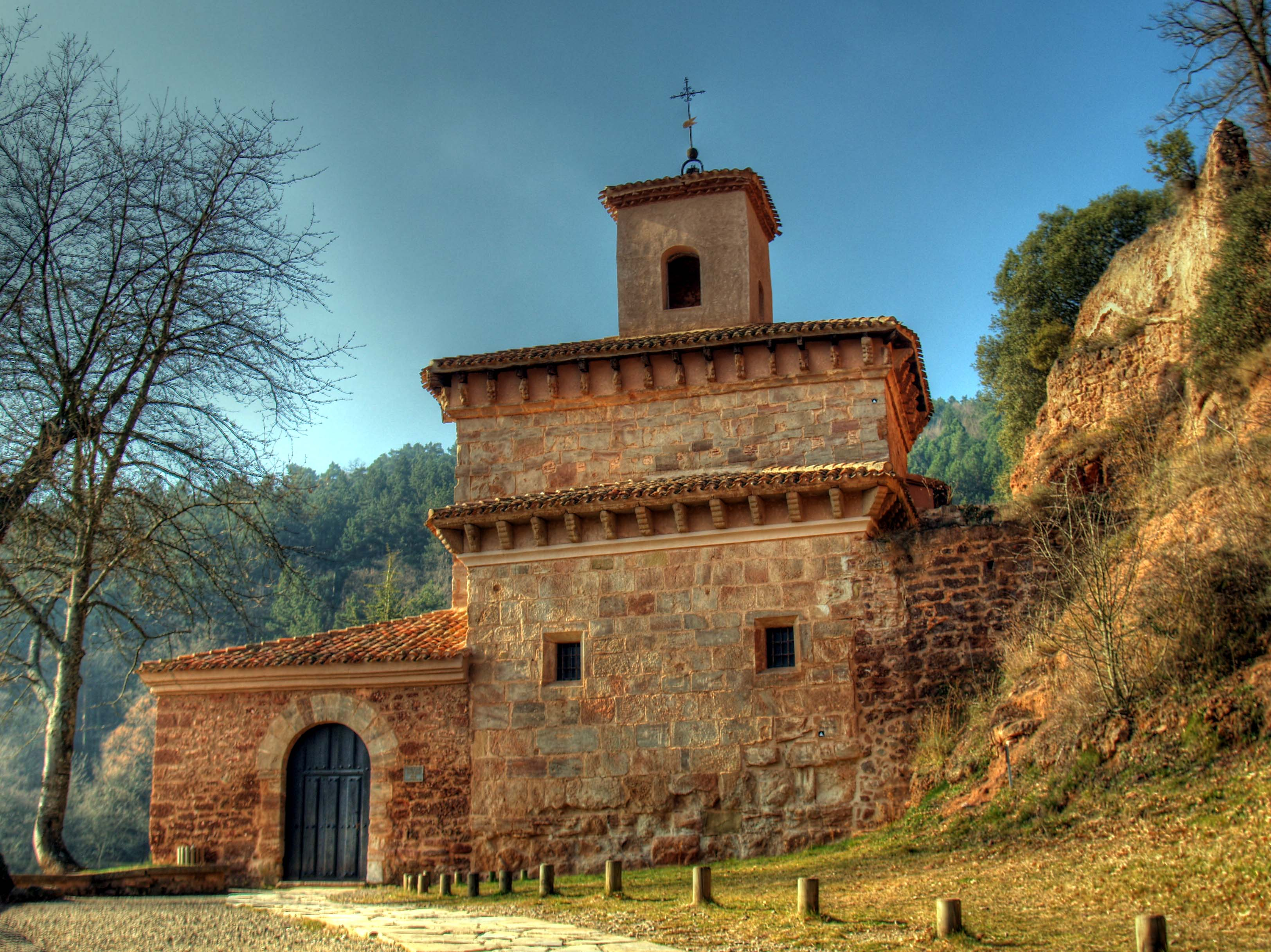
Mosteiro de San Millán de Suso, beneficiado das doações de Gonçalo Nunes de Lara.

Gonçalo Nunes "levantou-se a grandes alturas graças à generosidade do rei." Em 1098, Afonso VI refere-se a Gonçalo em uma doação ao Mosteiro de San Millán de Suso como seu "bem-amado Gonçalo Nunes". Mesmo que ele não tem o título de conde,  aparece com freqüência na documentação como "senior", como foi o caso de outros magnates castelhanos do século XI. Além de confirmar como sênior Gundisalvo Munoz, também aparece com o título de "potestas" e "dominante Lara", o toponímico de que sua linhagem teve o seu nome, embora não tenha sido até um século mais tarde que seus membros começaram a adicionar "Lara" à sua respectivos patronímicos. 
Sua presença na Cúria Régia é confirmada desde 1059, quando aparece, muitas vezes com Gonçalo Salvadores, confirmando cartas régias dos reis Fernando I,Sancho II e de Afonso VI, embora, em alguns casos, uma vez que o nome das tenências não é mencionado, poderia se referir a outro homônimo.
Governou várias tenências, incluindo Carazo, Huerta, Osma e Lara, esta última governou de 1081 até 1095. Tinha propriedades em Castilla la Vieja,Tierra de Campos e nas Astúrias, e detinha os direitos de Hortigüela, e nas vilas de Duruelo de la Sierra e Covadela.
Em 1067, Gonçalo Nunes de Lara acompanhou a Gonçalo Salvadores, o conde Fernando Ansures, e os bispos de Leão e Astorga à cidade de Sevilha, sob as ordens do rei Fernando I, que tinha confiado a missão de trazer o corpo de santa Justa.
Em 1093, participou numa campanha militar em Portugal e depois em Huesca tentando, sem sucesso, impedir que os Almorávidas de conquistar a cidade. Em 1098, desempenhou um papel fundamental no repovoamento deAlmazán e Medinaceli depois de ter sido reconquistada em 1104, e também no Alandalus.
Foi um patrono de vários mosteiros e ele e sua esposa Goto tinha laços estreitos com o Mosteiro de Santa Maria la Real de Piasca que tinha sido patrocinado pela família de sua esposa, os Afonso. Em uma doação feita em 1122, seu filho Rodrigo mencionou que o mosteiro foi construído por seus avós e que os seus pais tinham sido seus patronos edificaberunt abios et patronos atque parentes nostros.
A última vez que Gonzçalo Nunes aparece em documentos medievais foi em 12 de dezembro de 1105 no Mosteiro de São Salvador de Oña e provavelmente morreu pouco tempo depois. Seus filhos Pedro e Rodrigo "foram os principais artífices da ascensão da linhagem de Lara».

## Matrimónio e descendência

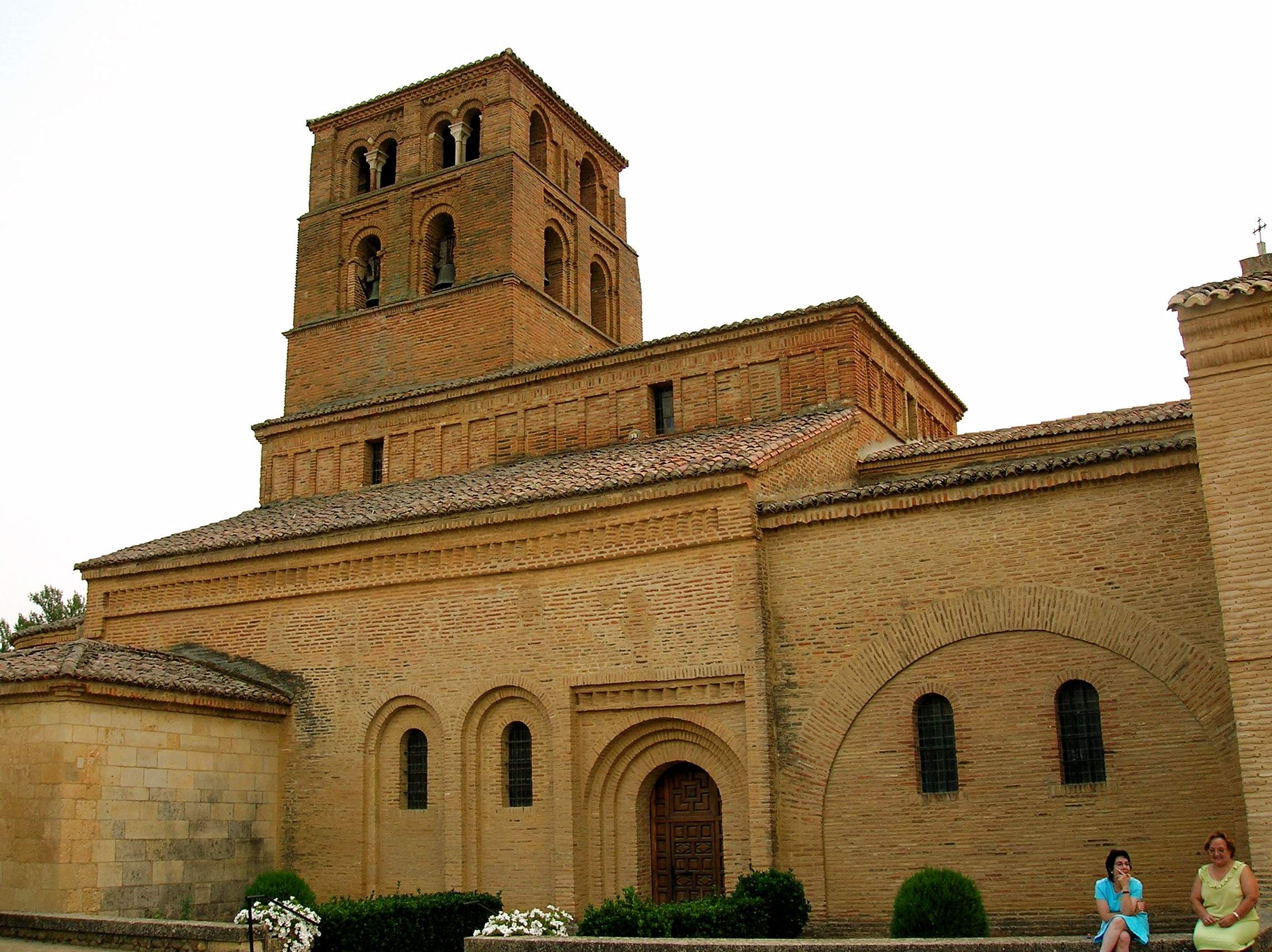
Fachada da igreja do Mosteiro de São Pedro de las Dueñas onde foi abadesa Teresa Gonçalves de Lara.

Gonçalo Nunes casou com Goto Nunes, filha de Nuno Álvares e de Maria Guterres, que era filha de Afonso Guterre, conde em Grajal, e a condessa Goto. A descendência documentada deste casamento foram
- Pedro Gonçalves de Lara (falecido em 1130),[32][33][3] um dos mais poderosos magnatas castelhanos de seu tempo e amante da rainha Urraca I com quem teve descendência.
- Rodrigo Gonçalves de Lara (morreu depois de 1144),[34][32][3] conde e um membro proeminente da Casa de Lara, esposo da infanta Sancha Afonses, filha do rei Afonso VI.
- Teresa Gonçalves de Lara.[18]  Em 1035, Gonçalo e Goto ofereceu sua filha Teresa ao Mosteiro Real de São Benito em Sahagún e ao Mosteiro de São Pedro de los Molinos. Teresa tornou-se freira e mais tarde foi a abadessa entre 1126-1137 do Mosteiro de São Pedro de las Dueñas.[28]
- Maria Gonçalves de Lara (morreu depois de 1141) casou-se com Íñigo Jimenes, senhor dos Cameros e do vale de Arnedo antes de Junho de 1109, o ano em que ambos assinaram um testamento.[32] Ela aparece com seu filho, Jimeno Íñiguez que herdou o senhorio de Cameros confirmando a doação feita por seu irmão Rodrigo ao Mosteiro de São Pedro de Arlanza.

Gonçalo também poderia ter sido o pai de uma Goto Gonçalves, que aparece com seu sobrinho Manrique Perez de Lara em 1143 quando ele concedeu fuero para Los Ausines. Alguns genealogistas afirmam que ela era casada com Rodrigo Muñoz, senhor de Guzmán e Roa, embora fontes medievais confirmar que Rodrigo Muñoz foi o esposo de Mor Dias.
Segundo Salazar y Castro, Gonçalo tinha outras filhas cuja existência não está documentada. Um deles era Elvira Gonçalves de Lara casada com Pedro Nunes de Fuentearmegil, e outra filha chamada Sancha Gonçalves, que ele dizia ser a esposa do conde Fernando Peres de Traba, embora a esposa documentada do conde da Galiza foi a filha de Gonçalo Ansures e Urraca Bermudes.